# Moule à cake

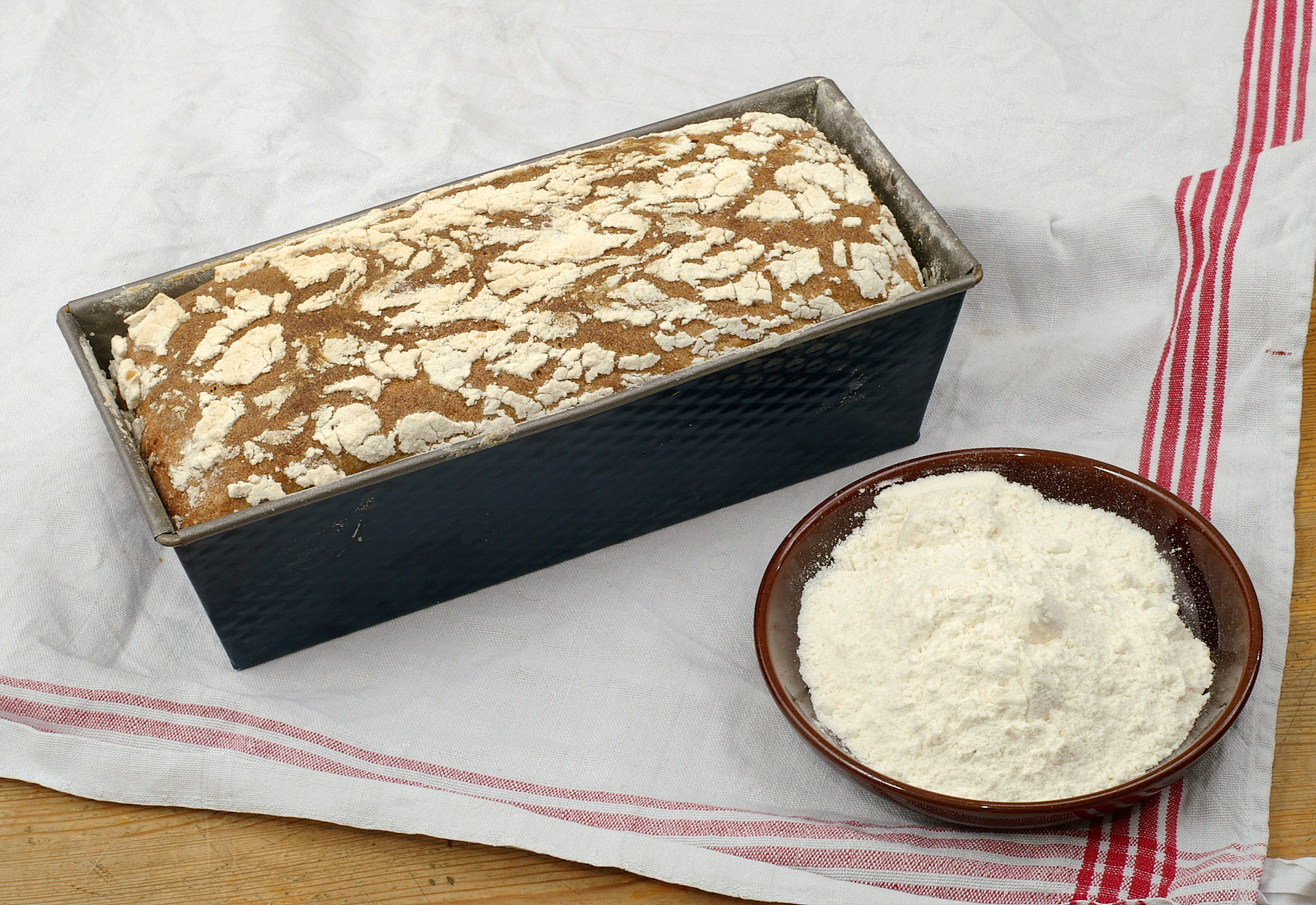
Pain cuit dans un moule à cake

Un moule à cake est un moule utilisé en cuisine et en pâtisserie pour mettre en forme et pour cuire pains (moulés, par ex. le pain de mie) et cakes (salés ou sucrés).

## Histoire
Les moules à cake existaient déjà en Mésopotamie. Ils ont par exemple été trouvés en abondance lors des fouilles du palais de Mari. Permettant une cuisson au four, ils étaient de forme circulaire, en terre cuite,.

## Règlementation contemporaine et sécurité
Au XXIe siècle la plupart des moules à cake présentent un revêtement intérieur à base de silicone. Cette matière est susceptible de libérer, lorsque le moule est porté à haute température, des produits de dégradation qui migrent alors dans l'aliment en cours de préparation. En 2022, une étude réalisée en France montre que l'utilisation de certains types de moules entraine la contamination de l'aliment par des substances potentiellement dangereuses à des concentrations supérieures à la limite réglementaire.